# WTA de Granby
O WTA de Granby – ou Championnats Banque Nationale de Granby, na última edição – foi um torneio de tênis profissional feminino, de categoria WTA 250.
Realizado em Granby, no leste do Canadá, estreou em 2022 e durou uma edição. Os jogos eram disputados em quadras duras durante o mês de agosto.

## Finais

### Simples
| Ano  | Campeã          | Vice-campeã   | Resultado |
| ---- | --------------- | ------------- | --------- |
| 2022 | Daria Kasatkina | Daria Saville | 6–4, 6–4  |

### Duplas
| Ano  | Campeãs                        | Vice-campeãs                      | Resultado        |
| ---- | ------------------------------ | --------------------------------- | ---------------- |
| 2022 | Alicia Barnett Olivia Nicholls | Harriet Dart Rosalie van der Hoek | 5–7, 6–3, [10–1] |